# Az Amerikai Egyesült Államok Szenátusának pro tempore elnöke
Az Amerikai Egyesült Államok Szenátusának pro tempore (ideiglenes) elnöke a szenátus által a testület elnöki feladatainak ellátására megválasztott szenátor, aki az elnöki utódlási sorrend harmadik helyén áll az alelnök és a Képviselőház elnöke után. A tisztségre azért van szükség, mert a Szenátus elnöke az Egyesült Államok Alkotmánya alapján hivatalból az Egyesült Államok alelnöke, ő azonban általában nem vesz részt a testület ülésein. 1949 óta kivétel nélkül a többségi párt rangidős szenátorát választották meg pro tempore elnökké.
| Beosztás                                                                    | Párt | Személy | Személy        | Állama | Kinevezése      |
| --------------------------------------------------------------------------- | ---- | ------- | -------------- | ------ | --------------- |
| Az Amerikai Egyesült Államok Szenátusának korelnöke (President Pro Tempore) |      |         | Chuck Grassley | Iowa   | 2025. január 3. |

## Jelentése
President Pro Tempore, ami szó szerint átmeneti elnököt jelent, a gyakorlatban viszont ennél összetettebb a dolog: az amerikai alkotmány szerint a szenátus elnöke a mindenkori alelnök. Az alelnök viszont jellemzően csak akkor jut szerephez a szenátus életében, ha szavazategyenlőség alakul ki. Minden más esetben az átmeneti elnök - aki a szokásjog szerint a többségi frakció legrégebb óta szolgáló szenátora - látja el a házelnöki feladatokat. Feladatkörének létrehozásáról az Amerikai Egyesült Államok alkotmányának I. cikkelyének 3. szakasza az alábbiakban rendelkezik: A Szenátus választja egyéb tisztségviselőit, valamint ideiglenes elnökét az alelnök távolléte esetén, vagy amikor az az Egyesült Államok elnökének tisztjét gyakorolja.

## Az elnöki öröklési rendben
Az Egyesült Államok alkotmánya erről mindössze annyit tartalmaz, hogy az elnököt az alelnök követi, és hogy a kongresszusnak meg kell határozni az utódlás rendjét, ha az alelnök sem tudja betölteni az elnöki posztot. Első alkalommal  John Langdont választották meg pro tempore elnöknek 1789. április 6-án. Eredetileg csak ideiglenes intézmény volt, amelyet akkor aktiváltak, amikor az alelnök nem tudott jelen lenni a szenátusban. 1886-ban az elnöki öröklési sorból kivették a kongresszusi tagokat (így a pro tempore elnököt, illetve a képviselőház vezetőjét), s a Kabinet tagjai kerültek be az öröklési sorba.
A jelenlegi rendet Harry S. Truman 1947-ben határozta meg, amikor az új öröklési sorba az alelnök után a kongresszus elnöke, majd negyedik helyen a szenátus pro tempore elnöke került, megelőzve a Kabinet tagjait.
Gyakorlatban még nem történt meg az, hogy az alelnökön kívül más betöltötte volna az elnöki posztot. Egyes vélemények szerint mégis lehet erre példa, mivel John Tyler amerikai elnök, aki William Henry Harrison alelnökeként annak halála után került az elnöki székbe, vasárnap nem akarta letenni az elnöki esküt - mivel ez a hitével ellenkezett - s ezért egy napig - jogilag az akkori pro tempore elnök David R. Atchison volt az ügyvezető elnök. Ugyan egyes vélemények szerint Atchison volt a de facto elnök, történészek nagy része ezt tagadja, amelynek egyik fő indoka, hogy Hutchinson mandátuma március 4-én, vasárnap, lejárt.

A Pro tempore elnök pecsétje

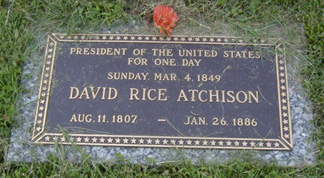
David R. Atchison sírköve, aki egyes vélemények szerint egy napig az Egyesült Államok elnöke volt, mint a szenátus pro tempore elnöke.

Három pro tempore elnökből lett később alelnök: John Tyler, William R. King és Charles Curtis.  Tyler az egyetlen közülük, aki az elnöki tisztséget is betöltötte William Henry Harrison halála után.

## A korábbi pro tempore elnökök államonkénti megoszlása
Nem adott eddig pro tempore elnököt: Colorado, Észak-Dakota, Florida, Idaho, Kalifornia, Minnesota, Montana, Oklahoma, Oregon, Új-Mexikó és Wyoming.
| Fő | Állam           | Pro tempore elnökök                                                                                       |
| -- | --------------- | --- |
| 7  | Virginia        | Richard Henry Lee Henry Tazewell James Barbour Littleton Tazewell John Tyler James M. Mason Carter Glass  |
| 6  | Georgia         | Abraham Baldwin John Milledge William H. Crawford Augustus O. Bacon Walter F. George Richard Russell, Jr. |
| 6  | New Hampshire   | John Langdon Samuel Livermore Daniel Clark Jacob H. Gallinger George H. Moses Styles Bridges              |
| 4  | Connecticut     | Uriah Tracy James Hillhouse Lafayette S. Foster Frank B. Brandegee                                        |
| 4  | Michigan        | Lewis Cass Charles E. Stuart Thomas W. Ferry Arthur H. Vandenberg                                         |
| 4  | Mississippi     | George Poindexter Pat Harrison James Eastland John C. Stennis                                             |
| 4  | Észak-Karolina  | Jesse Franklin Nathaniel Macon Willie Person Mangum Matt Whitaker Ransom                                  |
| 4  | Dél-Karolina    | Ralph Izard Jacob Read John Gaillard Strom Thurmond                                                       |
| 4  | Tennessee       | Joseph Anderson Hugh Lawson White Isham G. Harris Kenneth McKellar                                        |
| 4  | Vermont         | Stephen R. Bradley George F. Edmunds Solomon Foot Patrick Leahy                                           |
| 3  | Massachusetts   | Theodore Sedgwick Joseph B. Varnum Henry Cabot Lodge                                                      |
| 3  | Ohio            | Benjamin Wade Allen G. Thurman John Sherman                                                               |
| 3  | Pennsylvania    | William Bingham James Ross Andrew Gregg                                                                   |
| 2  | Alabama         | William R. King Benjamin Fitzpatrick                                                                      |
| 2  | Arkansas        | Ambrose H. Sevier James Paul Clarke                                                                       |
| 2  | Delaware        | Thomas F. Bayard Willard Saulsbury, Jr.                                                                   |
| 2  | Iowa            | Albert B. Cummins Chuck Grassley                                                                          |
| 2  | Kansas          | John James Ingalls Charles Curtis                                                                         |
| 2  | Kentucky        | John Brown John Pope                                                                                      |
| 2  | Maryland        | John E. Howard Samuel Smith                                                                               |
| 2  | Rhode Island    | William Bradford Henry B. Anthony                                                                         |
| 2  | Utah            | William H. King Orrin Hatch                                                                               |
| 1  | Alaszka         | Ted Stevens                                                                                               |
| 1  | Arizona         | Carl Hayden                                                                                               |
| 1  | Hawaii          | Daniel Inouye                                                                                             |
| 1  | Illinois        | David Davis                                                                                               |
| 1  | Indiana         | Jesse D. Bright                                                                                           |
| 1  | Louisiana       | Allen J. Ellender                                                                                         |
| 1  | Maine           | William P. Frye                                                                                           |
| 1  | Missouri        | David Rice Atchison                                                                                       |
| 1  | Nebraska        | Charles F. Manderson                                                                                      |
| 1  | Nevada          | Key Pittman                                                                                               |
| 1  | New Jersey      | Samuel Southard                                                                                           |
| 1  | New York        | John Laurance                                                                                             |
| 1  | Észak-Dakota    | Milton Young                                                                                              |
| 1  | Texas           | Thomas Jefferson Rusk                                                                                     |
| 1  | Washington      | Warren Magnuson                                                                                           |
| 1  | Nyugat-Virginia | Robert Byrd                                                                                               |
| 1  | Wisconsin       | Matthew H. Carpenter                                                                                      |